# Кадищи (Смоленская область)
Кадищи — деревня в Смоленском районе Смоленской области России. Входит в состав Вязгинского сельского поселения. Население — 7 жителей (2007 год). 
Расположена в западной части области в 28 км к северу от Смоленска, в 21 км севернее автодороги М1 «Беларусь». В 27 км южнее деревни расположена железнодорожная станция Ракитная на линии Москва — Минск. 

## История
В годы Великой Отечественной войны деревня была оккупирована гитлеровскими войсками в июле 1941 года, освобождена в сентябре 1943 года. 